# Yvon Goujon
Yvon Goujon (Lorient, 21 gennaio 1937) è un ex calciatore e allenatore di calcio francese, di ruolo centrocampista.

## Carriera
Vinse il campionato francese nel 1957 con il Saint-Etienne. Fu zio di Yannick Stopyra.

## Palmarès

### Club

#### Competizioni nazionali
- Campionato francese: 2

Saint-Etienne: 1956-1957
- Supercoppa francese: 1

Saint-Etienne: 1957